# پوگوست (ناحیه سلستسکی، شهرستان خولموگورسکی، استان آرخانگلسک)
پوگوست (به لاتین: Pogost) یک منطقهٔ مسکونی در روسیه است که در استان آرخانگلسک واقع شده‌است.